# Neck and Neck
Neck and Neck – płyta nagrana wspólnie przez Marka Knopflera i Cheta Atkinsa w 1990.
Atkins to jeden z pionierów gry na gitarze elektrycznej i idol Knopflera który częściowo właśnie na nim wzorował swój styl gry. Atkinsowi i Knopflerowi towarzyszy śmietanka muzyków Nashville, a na płycie zamieszczone są głównie znane standardy bardzo szeroko pojętej muzyki country, album zamyka oryginalna kompozycja Knopflera "The Next Time I'm In Town".
Płytę otwierają dwa standard country "Poor Boy Blues" i piosenka Patsy Cline "Sweet Dreams". Następny utwór "There'll Be Some Changes Made" to zabawny dialog, zarówno słowny jak i muzyczny pomiędzy Atkinsem a Knopflerem. Atkins śpiewa o tym, że chyba zmieni styl gry i zacznie grać rocka, o tym jak marzą mu się "groupies" i "pieniądze za darmo" (aluzja do piosenki Dire Straits "Money for Nothing"), na co słyszy żartobliwą odpowiedź Knopflera, że chyba jest już na to za stary. Utwór kończą dwie pokazowe solówki obydwu gitarzystów. W bardzo ciekawej, jazzowej aranżacji został zaprezentowany utwór "Tears".

## Lista utworów
- Poor Boy Blues - Kennerley, Paul (04:04)
- Sweet Dreams - Gibson, Don (03:26)
- There'll Be Some Changes Made - Higgins, Billy / Overstreet, W. Benton (06:28)
- Just One Time - Gibson, Don (04:13)
- So Soft, Your Goodbye - Goodrum, Randy (03:18)
- Yakety Axe - Randolph, Boots / Rich, James / Travis, Merle (03:24)
- Tears - Reinhardt, Django / Grapelli, Stephane (03:55)
- Tahitian Skies - Flacke, Ray (03:18)
- I'll See You In My Dreams - Kahn, Gus / Jones, Isham (02:59)
- The Next Time I'm In Town (03:22)

## Muzycy
- Floyd Cramer – fortepian
- Guy Fletcher – instrumenty perkusyjne, gitara basowa, instrumenty klawiszowe
- Paul Franklin - elektryczna gitara hawajska
- Vince Gill - śpiew
- Larrie Londin - perkusja
- Edgar Meyer – gitara basowa
- Mark O'Connor – skrzypce, mandolina
- Steve Wariner – gitara basowa